# Entephria cyanata
Entephria cyanata is een nachtvlinder uit de familie van de spanners (Geometridae).
De spanwijdte van deze vlinder is 29 tot 32 millimeter. De vliegtijd is van juni tot augustus.
De soort komt voor in een groot deel van Europa. Noordelijk tot Duitsland en Polen, oostelijk tot Oekraïne, westelijk tot Frankrijk, zuidelijk tot Spanje, Italië en Griekenland. Daarnaast in Noord-Afrika en het Nabije Oosten. In Nederland is de soort als exoot waargenomen. 